# Michael De Santa
Michael De Santa es un personaje ficticio de la saga de videojuegos de Grand Theft Auto. Es uno de los tres protagonistas de Grand Theft Auto V. Antes de los eventos del videojuego, Michael era un ladrón retirado que terminó su carrera en el Medio Oeste en el estado de North Yankton. Al momento de los eventos en Grand Theft Auto V, Michael tiene 45 años, tiene una esposa, Amanda, y dos hijos adultos: Tracey y Jimmy. Se vio obligado a cambiar su apellido y mudarse a Los Santos debido a actividades delictivas.

## Biografía

### Prólogo
Michael Townley nació en 1965. Vivió su infancia en un parque de remolques. Cuando era adolescente, estaba en el equipo de fútbol de la escuela, pero se vio obligado a abandonar el gran deporte debido a las lesiones. Ya en 1988 comete su primer crimen y saca 10 mil dólares. Más tarde conocería a Trevor Philips, el segundo protagonista de GTA V, un expiloto militar de la Fuerza Aérea que se retiró debido a problemas de salud mental. Michael convence a Trevor de empezar a robar. Desde entonces han sido un equipo. Después de un tiempo, Michael conoce a su futura esposa, Amanda, en un club de striptease donde ella trabajaba. Más tarde tienen a James y Tracey. En 2004, Michael busca al agente Dave Norton de la FIB y hace un trato con él: él primero deja el "juego", cambia su apellido con todos los miembros de su familia y se muda a Los Santos, Norton se hizo famosa por la captura amañada de Michael Townley, Trevor Philips y Brad Snyder. Durante el robo, todo sale un poco fuera de lo planeado, no es Trevor quien muere, como se pretendía originalmente, sino Brad, pero esto no evita que Norton supuestamente le disparó a Michael y se haga pasar por él como un hombre muerto.

### Viviendo en Los Santos
Michael tiene 48 años, vive en una lujosa mansión en Rockford Hills y envía una buena suma todos los meses al agente del FIB Dave Norton, quien oculta sus delitos, pero tiene problemas con su familia. Amanda gasta todo su dinero en boutiques y engaña a su marido, James juega videojuegos todo el tiempo y Tracey quiere hacerse famosa de una forma u otra. Por consejo de su esposa, Michael acude a un terapeuta familiar. Isiah Friedlander, quien, en su opinión, no lo ayuda en nada. Friedlander lo convence de lo contrario.

### Historia principal
Michael De Santa conoce al tercer protagonista de GTA V Franklin Clinton, cuando este entra sigilosamente en su casa para confiscar la camioneta amarilla de su hijo Jimmy, la cual le compró al empleador de Franklin Simeon Yetarian, un estafador vendedor de autos. Después de destruir la oficina de Yetarian, Franklin pierde su trabajo y recurre a Michael en busca de ayuda. Después de un tiempo, Michael descubre a Amanda engañándolo en su casa con un entrenador de tenis. El entrenador de tenis, saliendo de la persecución, se esconde en una de las casas de la zona de Vinewood, y con la ayuda de Franklin destruyen por error la casa, creyendo que es del entrenador, pero en realidad era de Martín Madrazo, líder de una banda mexicana, y ahora tienen una deuda de 2,5 millones de dólares,Michael de Santa decide retomar el camino de los robos. Después de un robo exitoso de la joyería Vangelico, Michael apareció en las noticias con su frase favorita "Olvidas miles de cosas todos los días, asegúrate de que esta sea una de ellas.". Y después, Trevor Phillips lo encuentra. Después de un tiempo, Michael comienza a trabajar para el FIB y también participa en las ideas locas de Trevor, ayudando a robar armas secretas del gobierno. Más tarde, Madrazo le pide un favor a Michael, pero él se niega a hacer el trabajo y Trevor secuestra a su esposa y le muerde la oreja a Madrazo. De Santa y Philips, junto con la esposa de Martin Madrazo, se ven obligados a mudarse a Sandy Shores, escondiéndose de los bandidos de Madrazo. Los protagonistas asaltan un banco en Paleto Bay y luego asaltan Humane Labs, robándoles una neurotoxina. Posteriormente, Trevor y Michael roban un artefacto azteca de Merryweather y se lo dan, junto con su esposa, a Martin Madrazo como muestra de reconciliación y perdón. Michael, Trevor y Franklin planean asaltar una bóveda federal. Pero Trevor se entera de la traición de Michael y vuela a North Yankton. Michael vuela tras él, pero es capturado por bandidos chinos, que rompieron todos los lazos con Trevor por agredir al hijo del jefe, matando a todos los contactos de Trevor (en particular, los hermanos O'Neil). Michael pronto es rescatado por Franklin con la ayuda de Lester, y los protagonistas forman un equipo para el atraco mayor. Se allana una bóveda federal, pero el conflicto entre Michael y Trevor siguen aún.

### Final[10]

#### Matar a Trevor
Franklin, junto con Michael, persiguen a Trevor y este último termina muriendo. Después de la muerte de Trevor, Michael y Franklin siguieron siendo amigos. La parte del dinero de Trevor del atraco al Union Depository se les transfiere.

#### Matar a Michael
Franklin persigue a Michael, luego suben a una torre. Franklin arroja a Michael por encima de la cerca, pero él lo tomó de la mano mientras lo hace. El jugador tiene una opción: soltarle la mano (Michael cae y muere) o arrastrarlo hacia él. Incluso si el jugador elige la segunda opción, Michael golpeará a Franklin y caerá igualmente. Después de la muerte de Michael De Santa, Trevor no quiere ver ni hablar con Franklin Clinton , y la familia de Michael De Santa (especialmente Amanda De Santa, ya que ella adivinó quién lo mató) no quiere ver a Franklin Clinton . La parte del dinero de Michael De Santa del atraco al Union Depository irá a su familia.

#### Salvar a ambos
Al elegir esta opción, Franklin decide salvar a Michael y a Trevor y así acabar con todos sus enemigos, y tras idear un plan con Lester, decide ir a la fábrica donde se encontraban Michael y Trevor a punto de matarse. Tras convencerlos a ambos, los héroes resisten el asalto de los agentes del FIB y los soldados de Merryweather. Al salir, Michael propone "reeducar" a "viejos amigos", menos a Dave Norton para que ya nadie los moleste más. Todos los protagonistas deben matar a sus enemigos, pero al mismo tiempo cambian de objetivo; Trevor se lanza a matar a Steve Haines, mientras que Franklin decide ir a matar a Harold Joseph "Stretch", pero Michael sugiere ir en su lugar para evitar que el asesino fuera alguien conocido, mientras que Franklin se encarga de Wei Cheng. Al matar a Stretch, Michael le notifica a Franklin que su "colega" Stretch ya no será un problema, Franklin le dice que no era su colega, solo un traidor que jugó con todos, y le agradece por ello. Luego de que Franklin matara a Wei Cheng, y Trevor secuestrara a Devin Weston, los otros protagonistas se reúnen para deshacerse de Weston. Luego de que Michael le expresara todos sus reclamos, los tres empujan el auto al río, con Weston en el maletero, muriendo en la explosión. Después de haber eliminado a sus enemigos, Franklin Clinton, Michael De Santa y Trevor Phillips siguieron siendo amigos. Una parte del dinero ($ 200,000,000) del atraco del Union Depository se transfiere a los tres ($ 6 - 35 millones según la elección del equipo).

## Personalidad
Así es como uno de los desarrolladores de GTA V caracterizó a Michael de Santa:

"Para mí, Michael es... ¿Quién es él? Sé quién es, solo intento... Es una persona que trata de ignorar sus grandes errores en la vida. Un hombre que intenta olvidar algunas de las decisiones prácticas pero egoístas que tomó. Es un hombre que está obsesionado con las imágenes, uno que no sabe qué hacer a continuación cuando el mundo rechaza estas imágenes. Simplemente se calló en su cabeza. Este fue el primer personaje en el que empezamos a trabajar. Nos preguntamos cómo sería un héroe ordinario de "GTA" si se retirara. Entonces empezamos a pensar, ¿qué podría hacer que se alejara de estos casos? Es un hombre con un gran ego, muchos pros y muchos contras".

## Apariencia
Michael De Santa es un hombre guapo y pulcro.
A pesar de sus 48 años, se controla cuidadosamente a sí mismo. Al mismo tiempo, se hizo sentir una vida larga y cómoda: tiene un poco de peso extra, continúa practicando deportes y cuenta con una buena forma física en general, aunque el otro protagonista del juego, Trevor Philips constantemente le reprocha sus depósitos de grasa y sus arrugas.